# Filotea
Filotea (fr. Philotée), izvorno Uvod u pobožan život (fr. Introduction á la vie dévote), kršćanski je književni klasik sv. Franje Saleškog, duhovni vodič objavljen prvi put 1609., a u konačnome obliku 1619. Uz Bibliju i Nasljeduj Krista Tome Kempenca, najviše je objavljivano i prevođeno djelo kršćanskoga sadržaja. Još za autorova života doživjela je više od četrdeset izdanja, a do danas više od tisuću.

## Namjena
U Uvodu Franjo Saleški navodi komu je namijenio djelo:
»Gotovo svi pisci koji su dosad pisali o pobožnosti uglavnom su željeli poučavati one koji su se svijeta odrekli, ili pak naučavati takvu pobožnost koja na to potiče. Moja je pouka namijenjena ljudima koji žive u gradovima, obiteljima, na dvoru, onima koji su zbog svoga zvanja pozvani izvanjski živjeti u zajednici, koji često pod izlikom navodne nemogućnosti ne žele ni razmišljati o pobožnu životu (...) U djelu se obraćam Filotei, jer sam u želji da moji naputci, izvorno napisani samo za jednu dušu, postanu općekorisni, odabrao ime koje pristaje svim dušama koje teže pobožnosti, a Filotea (Bogomila) ljubiteljica je ili zakljubljenica Božja«.

S obzirom na to da je većina dotadašnje nabožne literature pisana za monahe i redovnike, Saleški Filoteu piše za pripadnike svih staleža, držeći kako je prava pobožnost moguća na svakom mjestu i u svakom zvanju:
»Pobožnost se mora očitovati na različite načine i drukčije kod čovjeka na visokom položaju, a drukčije kod nadničara, drukčije kod kneza, drukčije kod podanika, drukčije kod djevojke, drukčije kod žene ili udovice. Bilo bi neprikladno da biskup živi kao pustinjak, da plemići žive kao kartuzijanci, ili ako bi trgovac čitave dane provodio u crkvi«.

O tomu je govorio i papa Ivan Pavao II. u propovijedi 17. listopada 1986.:
»Franjo Saleški pokazao je cjelokupni evanđeoski zahtjev. Muževima i ženama, svjetovnjacima i redovničkim osobama, mladima i starima, oženjenima i samcima, prinčevima i seljacima, vojnicima i trgovcima... svima je pokazao pristup. Svakomu je uputio poziv na svetost ovisno o njegovim prilikama i prirođenim sklonostima.«

## Sadržaj
- Uvod
- Posvetna molitva
- Prvi dio: upute i vježbe koje dušu, od prve njezine želje za pobožnim životom, dovode do čvrste odluke za pobožnost
- Drugi dio: razne upute kako molitvom i sakramentima dušu uzdići k Bogu
- Treći dio: upute za djelatno očitovanje kreposti
- Četvrti dio s porukama za borbu protiv najčešćih napasti
- Peti dio: vježbe i pouke za obnovu duše i njezino potvrđivanje u pobožnosti

## Objava
Premda, kako sam navodi, „ovo djelo isprva nisam kanio objavljivati”, Louise de Chastel prikupila je Franjine pouke i predala ih redovniku Jeanu Fourieru, koji je Saleškog nagovorio na objavljivanje. Saleški je knjigu dovršio 1608. U „Riječi čitatelju uz treće izdanje” sam Saleški navodi:
»U drugom je izdanju [knjižica] povećana za nekoliko poglavlja, dok su neoažnjom ispuštena tri iz prvog izdanja. Od tada pa dalje knjižica je često objavljivana bez mojega znanja pa su se s vremenom pogreške umnožile. Sada je pred vama ponovno korigirano, potpuno djelo sa svim poglavljima, no i sada bez navoda, jer učenima oni nisu potrebni, a oni drugi se na njih ionako ne obaziru.«

## Prijevodi
U Zagrebu je 1784. objavljen hrvatski prijevod pod naslovom Filotea iliti Vpelavanye vu pobosno sivlenye. Družba sv. Mohora objavila je 1880. u Celovcu slovenski prijevod Franca Rupa Filotea ali navod k pobožnemu življenju.

## Vanjske poveznice
| Portal:Kršćanstvo | Portal: Kršćanstvo |

|  | Wikicitati imaju zbirke citata o temi Franjo Saleški |